# Arado Ar 69
O Arado Ar 69 foi um avião de treino biplano monomotor, de cockpit aberto, desenvolvido em 1933 pela Arado. Apenas 3 unidades foram construídas devido ao sucesso de uma outra aeronave da época, o Focke-Wulf Fw 44.